# Ending on a High Note: The Final Concert
Ending on a High Note: The Final Concert es un álbum en directo de la banda a-ha. Fue grabado al final de la gira Ending on a High Note, el 4 de diciembre de 2010 en el Oslo Spektrum en el que fue, por entonces, el concierto de despedida de la banda antes de su reunión en 2014.
Fue publicado el 1 de abril de 2011 e incluye el concierto completo (20 canciones) con la excepción de las canciones "The Bandstand" y "Bowling Green," esta última una versión de la canción de The Everly Brothers que interpretaron en homenaje a su primer mánager, Terry Slater.
El álbum fue editado en ediciones en DVD, Blu-ray, Deluxe Edition (2CD+DVD) y una versión sencilla de un CD con una selección de 16 canciones. Las ediciones Blu-ray y Deluxe (no así el DVD sencillo) incluyen como contenido extra un documental de 15 minutos sobre la gira "Ending on a High Note Documentary" y una galería de fotos de Stian Andersen.
Fue promocionado por el sencillo "Summer Moved On (Live)" lanzado el 25 de marzo de 2011 y los videos musicales "Summer Moved On", "The Living Daylights" y "Stay on These Roads."

## Lista de canciones
CD 1
1. "The Sun Always Shines on T.V." (6:33)
2. "Move to Memphis" (4:07) [*]
3. "The Blood That Moves the Body" (4:17)
4. "Scoundrel Days" (4:20)
5. "The Swing of Things" (4:30)
6. "Forever Not Yours" (4:04)
7. "Stay on These Roads" (4:55)
8. "Manhattan Skyline" (5:07)
9. "Hunting High and Low" (4:37)
10. "We're Looking for the Whales" (5:05) [*]

CD 2
1. "Butterfly, Butterfly (The Last Hurrah)" (4:34) [*]
2. "Crying in the Rain" (3:36) [*]
3. "Minor Earth Major Sky" (3:23)
4. "Summer Moved On" (4:56)
5. "I've Been Losing You" (3:43)
6. "Foot of the Mountain" (4:11)
7. "Cry Wolf" (4:37)
8. "Analogue" (4:37)
9. "The Living Daylights" (5:10)
10. "Take on Me" (4:48)

[*] No incluidas en las edición sencilla de un CD.

## Contenido en DVD/Blu-ray
1. "The Sun Always Shines on T.V."
2. "Move to Memphis"
3. "The Blood That Moves the Body"
4. "Scoundrel Days"
5. "The Swing of Things"
6. "Forever Not Yours"
7. "Stay on These Roads"
8. "Manhattan Skyline"
9. "Hunting High and Low"
10. "We're Looking for the Whales"
11. "Butterfly, Butterfly (The Last Hurrah)"
12. "Crying in the Rain"
13. "Minor Earth Major Sky"
14. "Summer Moved On"
15. "I've Been Losing You"
16. "Foot of the Mountain"
17. "Cry Wolf"
18. "Analogue"
19. "The Living Daylights"
20. "Take on Me"

- Material extra (exclusivo del Blu-ray y deluxe DVD):
  - Documental Ending on a High Note.
  - Galería de fotos de Stian Andersen.

## Realización
a-ha:
- Morten Harket: voz principal, guitarra.
- Magne Furuholmen: teclados, guitarra, voz.
- Pål Waaktaar-Savoy: guitarras y voz.

Músicos adicionales:
- Karl Oluf Wennerberg: batería.
- Erik Ljunggren: teclados, bajo.

Programación adicional por Jan Inge Berentsen Anvik.
Management: Harald Wiik para a-ha Network AS.
Grabado y mezclado por Toby Alington.
Fotografía de Stian Andersen. Diseño gráfico por Martin Kvamme.